# فابري فيبرا
وإسمه الحقيقي فابريزيو تاردوتشي (بالإيطالية: Fabrizio Tarducci) وإسمه الفني فابري فيبرا (بالإيطالية: Fabri Fibra) وهو مغني راب إيطالي ولد في يوم 17 أكتوبر 1976 في سينيغاليا في ماركي في إيطاليا يغني الهيب هوب و البوب أيضاً ومن أشهر أغانية إن تاليا مع جيانا نانيني.

## روابط خارجية
- فابري فيبرا على موقع IMDb (الإنجليزية)
- فابري فيبرا على موقع ميوزك برينز (الإنجليزية)
- فابري فيبرا على موقع أول ميوزيك (الإنجليزية)
- فابري فيبرا على موقع ديسكوغز (الإنجليزية)
- فابري فيبرا على موقع قاعدة بيانات الفيلم (الإنجليزية)